# 가쓰누마부도쿄역
가쓰누마부도쿄역(일본어: 勝沼ぶどう郷駅)은 일본 야마나시현 고슈시에 있는 동일본 여객철도 주오 본선의 역이다.

## 타는 곳
| 1 | ■주오본선 | 고후・고부치자와・시오지리・마쓰모토 방면 |
| 2 | ■주오본선 | 오쓰키・다카오・하치오지・다치카와 방면   |

## 연혁
- 1913년 4월 - 신호장 설치 후 이레 만에 역으로 승격.
- 1968년 8월 - 노선 복선화로 인해 스위치백 구조 폐지.
- 1993년 4월 - 가쓰누마역에서 현 명칭으로 개칭.

## 인접역
| 동일본 여객철도 주오 본선 | 동일본 여객철도 주오 본선 | 동일본 여객철도 주오 본선 |
| ------------------------- | ------------------------- | ------------------------- |
| 가이야마토 다치카와 방면  | ■ 주오 본선 보통          | 엔잔 마쓰모토 방면        |